# Noemí de Miguel
Noemí de Miguel (Autol, 14 de fevereiro de 1980) é uma jornalista esportiva espanhola e apresentadora de televisão da Movistar+. Ela cobriu as principais ligas e jogos de futebol da Radio Nacional de España (RNE) e do Canal + antes de se mudar para a Movistar+ para apresentar a sua cobertura das corridas de Fórmula 1 a partir de 2016. De Miguel também cobriu o tênis na televisão e contribuiu para o jornal esportivo Diario AS.

## Biografia
De Miguel nasceu em 14 de fevereiro de 1980, em Autol, uma cidade na província de La Rioja. Ela foi criada na casa de seus avós em Autol porque sua mãe e seu pai trabalhavam continuamente. Assistiu a uma grande variedade de esportes na televisão com os avós durante a infância. Perguntaram a De Miguel se ela queria seguir uma carreira como médica, à qual ela respondeu que queria se tornar jornalista esportiva. Formou-se em jornalismo na Universidade de Deusto, que concluiu em 2002, e fez um estágio de três anos na Rádio Arnedo. De Miguel viajou para Madrid e passou na seleção para se tornar um repórter esportiva da Rádio Nacional de España (RNE). Isso marcou o início de sua carreira profissional e ela começou a trabalhar para a emissora em 2002. Nos três anos seguintes, De Miguel contribuiu para o programa esportivo Tablero deportivo.
Seu contrato com a RNE expirou no final de 2005 e ela recebeu um telefonema do canal de televisão Canal+ que procurava uma repórter esportiva. De Miguel aceitou o emprego porque não queria voltar à Autol para pedir dinheiro aos pais e também trabalhava para um jornal de Madrid. Ela começou a trabalhar para o Canal+ em novembro de 2005, cobrindo o futebol. De Miguel esteve presente na Copa do Mundo FIFA de 2006 na Alemanha, e cobriu vários torneios de futebol como a Liga dos Campeões da UEFA e La Liga, a Copa do Mundo FIFA de 2010 na África do Sul e o Campeonato Europeu de Futebol de 2012. Ela também apresentou um programa diário de tênis focado no Torneio de Wimbledon de 2009, o principal programa de esportes noturnos do Canal+, El Día del Fútbol, analisando partidas da La Liga ao lado de vários jogadores de futebol de 2009 a 2015, e o programa El dia después.
No final de 2015, De Miguel considerou mudar de emprego porque sentiu que não estava progredindo pessoal e profissionalmente e queria ser desafiada. A emissora Movistar+ começou a procurar um novo apresentador para sua cobertura do automobilismo de Fórmula 1 após a aquisição dos direitos da Antena 3. Ela foi confirmada como apresentadora em fevereiro de 2016, substituindo Lucía Villalón da Antena 3. De Miguel recebeu algumas suspeitas e críticas em fóruns online antes do início da temporada de 2016 por causa de seu histórico como radialista de futebol. Ela não achou difícil aprender sobre o jargão da Fórmula 1, e seu primeiro evento foi o Grande Prêmio da Austrália de 2016. Em 2020, quando a Fórmula 1 foi suspensa pela Fédération Internationale de l'Automobile (FIA) e pela promotora da série Liberty Media devido à pandemia de COVID-19, ela começou um programa na Movistar+ chamado Parque cerrado para permanecer em contato com indivíduos do campeonato.
Em sua carreira, De Miguel contribuiu para o jornal esportivo Diario AS, e em janeiro de 2020, ela foi nomeada embaixadora do projeto University Soccer para ajudar jogadores de futebol espanhóis a obter bolsas de estudos para permitir que eles joguem em ligas universitárias americanas e estudem nelas.

## Vida pessoal
Ela é contra a violência de gênero e prefere manter sua vida privada fora da imprensa. De Miguel falou sobre igualdade e representação das mulheres na mídia espanhola para a emissora de rádio Cadena SER para o Dia Internacional das Mulheres de 2015. Ela diz que se prepara para cada corrida lendo livros e revistas de automobilismo, além de trabalhar com ex-pilotos e mecânicos para aprender sobre seus papéis no esporte. Para combater o estresse de trabalhar na Fórmula 1, ela começou a correr para acompanhar o esporte e se adaptar a diferentes fusos horários.